# Май Тай
«Май Тай» (англ. Mai Tai) — алкогольный коктейль на основе рома. Классифицируется как лонг дринк и входит в число официальных коктейлей Международной ассоциации барменов (IBA), категория «Современная классика» (англ. Contemporary classics).

## История
Создателем коктейля считается Виктор Бержерон, именовавший себя Трейдер Вик (англ. Trader Vic), руководитель американской сети ресторанов «Polynesian-style» в калифорнийском городе Окленде. Согласно легенде, название коктейля появилось благодаря гостям из Таити, впервые попробовавшим его — «Mai tai roa ae» — означало «не от мира сего» на их языке. Помимо Бержерона, заявившего о своем коктейле в 40-е, честь изобретения коктейля оспаривает Дон Бич, утверждающий, что создал свой коктейль в 30-х в Голливуде Возможно, Бич первый использовал название «Май Тай», но именно версия Бержерона получила популярность.
В сборник IBA коктейль Май Тай вошёл в 1987 году.
Коктейль Mai Tai, сделанный в точности по оригинальному рецепту Виктора Бержерона 1944 года, можно попробовать в Merchant Hotel в Ирландии, и он является одним из самым дорогих коктейлей в мире. В баре он будет стоить 1300$, потому что он включает больше не производящийся ром Wray & Nephew 17.

## Приготовление
Состав коктейля по IBA:
- 30 мл золотого Ямайского рома
- 30 мл рома из мелассы из Мартиники
- 15 мл ликёра Orange Curacao
- 15 мл миндального сиропа
- 30 мл свежевыжатого сока лайма.
- 7.5 мл сахарного сиропа

Ранее рецепт включал меньшее количество сока лайма.
Ингредиенты взбалтываются в шейкере. Коктейль подаётся в высоком стакане (хайбол) с соломинкой и украшается веточкой мяты, долькой ананаса и цедрой лайма.
Подают коктейль как лонг-дринк, охлаждая льдом и иногда разбавляя коктейль соками, часто ананасовым или апельсиновым.
Существует множество вариантов приготовления коктейля, связанных с добавлением дополнительных ингредиентов (текилы, персикового бренди, небольших количеств биттера и сиропа «гренадин»), или же заменой одного или нескольких компонентов на близкие к таковым. Например, оршад может быть заменён сахарным или другим сиропом.